# Cyrtodactylus boreoclivus
Cyrtodactylus boreoclivus là một loài thằn lằn trong họ Gekkonidae. Loài này được Oliver, Mumpuni & Richards mô tả khoa học đầu tiên năm 2011. Chúng là loài đặc hữu của New Guinea.